# Clifford Bricker

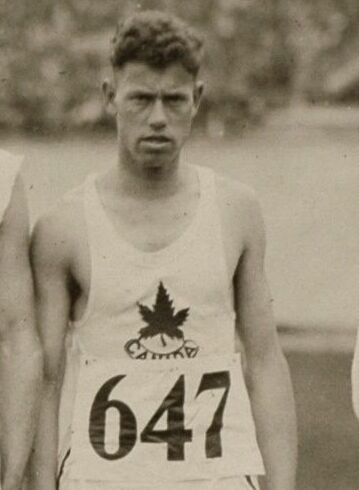
Cliff Bricker (1928)

Clifford „Cliff“ Bricker (* 23. April 1904 in St. George, Ontario; † 20. September 1980 in Waterloo, Ontario) war ein kanadischer Langstreckenläufer.
1926 wurde er Kanadischer Meister über fünf Meilen.
1927 wurde er Vierter beim Boston-Marathon und gewann Marathonläufe in Buffalo und Hamilton in 2:40:05 h bzw. 2:51:46 h.
Beim Marathon der Olympischen Spiele 1928 in Amsterdam wurde er Zehnter mit seiner persönlichen Bestzeit von 2:39:24 h. 
1932 kam er bei den Kanadischen Marathon-Meisterschaften auf den dritten Platz und wurde mit dem nationalen Rekord von 31:42,0 min Kanadischer Meister über 10.000 m. Bei den Olympischen Spielen in Los Angeles wurde er Achter über 10.000 m und Zwölfter im Marathon.